# Aphanurus stossichi
Aphanurus stossichi är en plattmaskart. Aphanurus stossichi ingår i släktet Aphanurus och familjen Hemiuridae. Inga underarter finns listade i Catalogue of Life.